# Nikolaus Benda
Nikolaus Benda (* 1. Juni 1978 in Hamburg) ist ein deutscher Schauspieler und Hörspielsprecher.

## Leben
Nikolaus Benda ist der Sohn eines Schauspielerehepaares und wuchs in Frankfurt am Main auf. Bereits als Jugendlicher übernahm er erste Rollen in Hörspielproduktionen des Hessischen Rundfunks. Seine schauspielerische Ausbildung erhielt Benda von 1998 bis 2002 an der Münchner Otto-Falckenberg-Schule. Zwischen 2002 und 2007 hatte er Stückverträge am Theater Oberhausen und dem Schauspielhaus Wien, überwiegend aber gastierte er an Münchner Theatern, nämlich den Kammerspielen, dem Residenztheater, der Schauburg sowie dem Metropoltheater. 2007 trat Benda ein erstes Festengagement am Theater St. Gallen an, wechselte 2010 an das Zürcher Theater am Neumarkt und ist seit der Spielzeit 2013/14 im Ensemble des Schauspiels Köln.
Seit Mitte der 1990er-Jahre ist Nikolaus Benda auch als Film- und Fernsehschauspieler tätig. Sein Kameradebüt gab er in einer Folge der Krimiserie SK Babies, seitdem hat er gastweise in weiteren Serien mitgewirkt, so Kommissar Rex, Im Namen des Gesetzes, In aller Freundschaft, SOKO Köln oder Der Alte. 2007 spielte Benda in dem Fernsehfilm Für den unbekannten Hund die Zwillingsbrüder Benjamin und Dominik Reding, Lars Kraume besetzte ihn 2015 in seinem Spielfilm Der Staat gegen Fritz Bauer.
Nikolaus Benda lebt in Köln und ist auch als Hörspielsprecher tätig.

## Filmografie (Auswahl)
- 1996: SK-Babies – Tödliches Spiel
- 1997: Ein Fall für zwei – Nur eine Nacht
- 1997: Parkhotel Stern (54 Folgen als Nils Meyer)
- 1998: Tierarzt Dr. Engel
- 1998: Die Wache – Hack the Planet
- 1999: Tatort – Kinder der Gewalt
- 2000: Der Superbulle und die Halbstarken
- 2001: Herzrasen
- 2001: Ein Fall für zwei – Schulschluss
- 2002: Sinan Toprak ist der Unbestechliche – Der dreifache Salamander
- 2002: SOKO Leipzig – Der Lockvogel
- 2002: Wolffs Revier – Tausend kleine Helfer
- 2002: So schnell du kannst
- 2002: Kommissar Rex – Senkrecht in den Tod
- 2003: D.I.K. – Jagd auf Virus X
- 2004: Tatort – Bienzle und der steinerne Gast
- 2004: SOKO Kitzbühel – Der Tote aus dem Eis
- 2004: Im Namen des Gesetzes – Der Tod und das Mädchen
- 2005: SOKO München – Street Art
- 2005: Siska – Bis ins Grab
- 2006: SOKO München – Mord verjährt nicht
- 2006: Der Alte – Verlorene Kinder
- 2007: In aller Freundschaft – Staffel 9, Folge 42: Falsche Ziele
- 2007: Für den unbekannten Hund
- 2008: Der Alte – Bei Einbruch Mord
- 2009: SOKO München – Flüchtige Liebe
- 2009: Tatort – Um jeden Preis
- 2010: SOKO Kitzbühel – Weißer Kaviar
- 2012: Der Alte – Es ist niemals vorbei
- 2012: Zu schön um wahr zu sein
- 2012: Zwei Leben
- 2012: SOKO Köln – Die Akte Becker
- 2015: Der Staat gegen Fritz Bauer
- 2015: Meuchelbeck – Hier und weg
- 2016: Tatort – Auf einen Schlag
- 2016: Alarm für Cobra 11 – Die Autobahnpolizei – Operation Midas
- 2017: SOKO Kitzbühel – Vermächtnis
- 2017: Heldt – Mord verjährt nicht
- 2019: Rentnercops – Wer einmal lügt ...
- 2018: Meine Mutter ist unmöglich (Fernsehfilm)
- 2019: Meine Mutter spielt verrückt
- 2019: Marie Brand und der Reiz der Gewalt
- 2019: Label Me
- 2020: Der Staatsanwalt – Gestorben wird immer
- 2020: Meine Mutter traut sich was
- 2020: Meine Mutter will ein Enkelkind
- 2020: Anna und ihr Untermieter: Aller Anfang ist schwer
- 2021: Meine Mutter im siebten Himmel
- 2021: Meine Mutter und plötzlich auch mein Vater
- 2021: Tatort: Der Reiz des Bösen
- 2022: Wilsberg: Ungebetene Gäste
- 2022: Meine Mutter gibt es doppelt
- 2022: Meine Mutter raubt die Braut
- 2023: Merz gegen Merz – Hochzeiten
- 2024: Merz gegen Merz – Geheimnisse

## Hörspiele (Auswahl)
- 1988: Nächtlicher Besuch – Autor: Mario Lunetta – Regie: Werner Klein
- 1990: Jenny Ratz und das Glück der Schweine – Autorin: Margarethe Jehn – Regie: Christian Gebert
- 1990: Tecumseh – Bericht von meinem Tode – Autor: Adolf Schröder – Regie: Bernd Lau
- 1992: Ketchupbirne – Autorin: Franziska Kusch – Regie: Christian Gebert
- 1992: Sonntagsausflug der Familie Fisch – Autorinnen: Verena Kuus und Regien Puscher – Regie: Burkhard Schmid
- 1992: Himmel und Hölle – Autorinnen Denise Glasemann und Johanna Süß – Regie: Burkhard Schmid
- 1999: Sandra Sandkind – Autor: Thomas Schmid – Regie: Eva Demmelhuber
- 2001: Zeit aus den Fugen – Autor: Philip K. Dick – Regie: Marina Dietz
- 2013: Darknet – Autor: Daniel Suarez – Regie: Petra Feldhoff
- 2014: Sultan und Kotzbrocken in einer Welt ohne Kissen – Autorin: Claudia Schreiber – Regie: Thomas Werner
- 2015: Latte Igel reist zu den Lofoten – Autor: Sebastian Lybeck – Regie: Dirk Raulf
- 2015: Der späte Bus – Autor: Eugen Egner – Regie: Angeli Backhausen
- 2015: Programm der Freiheit – Autoren: Fabian von Freier und Andreas von Westphalen – Regie: Fabian von Freier
- 2016: TurboGermany – Autor: Leif Randt – Regie: Hannah Georgi
- 2020: wing.suit – Autor: Lisa Sommerfeldt – Regie: Matthias Kapohl, Hörspiel WDR 2020
- 2021: Jenseits der Zeit. Trisolaris-Trilogie nach Liu Cixin, Regie: Martin Zylka (Hörspiel – WDR)[5]